# Carmelo Anthony
Carmelo Kiyan Anthony, ameriški košarkar, * 29. maj 1984, Brooklyn, New York.
Je profesionalni košarkar, ki igra za moštvo  Portland Trailblazers v ameriški košarkarski ligi NBA. Leta 2003 je bil izbran kot 3. na naboru, za LeBronom Jamesom in Darkom Miličićem s strani Denver Nuggets, kjer je igral do leta 2011, ko je v odmevni menjavi prestopil v New York Knicks. Prestopil je na svojo željo, saj je v New Yorku rojen. 

## Zgodnje življenje
Carmelo Anthony se je rodil v Brooklynu, v mestu New York. Njegov oče, po katerem ima Anthony ime, je umrl, ko je imel Anthony dve leti. Ko je imel Anthony osem let, se je z družino preselil v mesto Baltimore, kjer se je tudi naučil igrati košarko.
Anthony se je v Baltimoreu vpisal v katoliško srednjo šolo, kjer se je izobraževal prve tri letnike. Za zadnji letnik srednje šole se je vpisal v srednjo šolo v Virginiji, zaradi lažjih možnosti za prodor na košarkarsko sceno.